# 佩拉爾塔 (阿蘇阿省)
18°31′N 70°47′W / 18.517°N 70.783°W
佩拉爾塔（西班牙語：Peralta），是多明尼加共和國的城鎮，位於該國南部，由阿蘇阿省負責管轄，面積115.85平方公里，主要經濟活動有農業、畜牧業和水果業，2012年人口8,596，人口密度每平方公里74人。